# Roger Schurig
Roger Paul Schurig (St. Louis, 3 aprile 1942) è un ex cestista statunitense, professionista nella ABA.